# Zhang Liyin
Zhang Liyin (née le 28 février 1989 à Chengdu), plus connu en Corée du Sud sous le pseudonyme de Jang Ri-in, est une chanteuse chinoise. Elle est la première (et actuellement la seule) chinoise à avoir réussi une carrière dans l'industrie musicale sud-coréenne. Sujette à beaucoup de publicités, Zhang a été surnommée « la BoA chinoise ». Elle parle Mandarin, sa langue maternelle, et coréen, et a sorti des singles en Corée du Sud et en Chine, chantant dans ces deux langues.
Liyin a sorti un seul album studio depuis ses débuts en 2006, mais a eu plusieurs singles bien classés dans les hits parades, comme Timeless, qui a été numéro 1. Elle est aussi la première artiste étrangère à remporter la récompense de « Best New Solo Artist » du M.NET/KM Music Festival en Corée du Sud.

## Biographie

### Enfance
Liyin est née à Chengdu en Chine. Ses parents l'emmenaient voir des concerts classiques et l'ont exposées, dès son plus jeune âge, à diverses variétés de musiques. À 3 ans, elle commence à apprendre à jouer du violon. Zhang était tellement habituée à la musique classique, américaine et européenne, qu'elle déclare n'avoir jamais chanté de chansons pour enfants. Elle développe aussi une capacité à chanter une chanson après l'avoir écouter seulement une fois.
En grandissant, Zhang découvre qu'elle est plus attirée par la musique pop que par le classique, et se met à en écouter secrètement, ses parents étant contre. À 12 ans, elle est acceptée dans un collège affilié au conservatoire de musique de Sichuan, après avoir impressionné le jury grâce à ses talents de violoniste. Mais son souhait est de devenir chanteuse. Elle remporte une compétition nationale de chant et ses parents finissent par la soutenir dans ses projets.
En 2003, elle est repérée par la SM Entertainment par l'intermédiaire d'associées chinois. En 2003, à 14 ans, elle s'installe en Corée du Sud et prend des cours de chants et de danse sous la tutelle de SM Entertainment, pendant 2 ans.

### Carrière
Les débuts de Liyin sont attendus en Corée du Sud, mais aussi dans toute l'Asie, dû à la promotion faite par SM Entertainment. Son premier single, Timeless (septembre 2006), est une reprise de la chanson du même titre de Kelly Clarkson. La chanson est bien accueillie et se place en tête de plusieurs hits parades.
Son album I Will sort en mars 2008 et se vend à plus de 260 000 exemplaires. Elle remporte sa première récompense le 25 mai 2008, lors du 5e Annual Music King Global Chinese Ultimate Song Chart Awards, elle est déclarée « Female Mainland Newcomer with Most Potential ».

## Discographie

### Albums
- 2008 : I Will

### Singles
- 2006 : Timeless
- 2006 : Y (Why...)
- 2009 : Moving On
- 2009 : 愛我 (Love Me)

### Autres
| Année | Informations                   | Liste des titres | Ventes             |
| ----- | ------------------------------ | --- | ------------------ |
| 2006  | Dear My Love OST - Format : CD | 1. 사랑하고 있어 (Main Title) - Sunday the Grace (TSZX the Grace) 2. Dear My Love (Love Theme) - Zhang Liyin 3. Stay In My Heart - Kangta 4. 4월의 첫날 (Jour du poisson d'avril) - TSZX the Grace 5. Even Without You - JM | N/A (Corée du Sud) |